# バッバ・ニクルス
マディリン・"バッバ"・アイダ＝マリー・ニクルス（Madilyn "Bubba" Ida-Marie Nickles、1998年3月8日 - ）は、アメリカ合衆国カリフォルニア州マーセド出身の女子ソフトボール選手（外野手）。ソフトボールアメリカ合衆国代表。2021年開催の東京オリンピック銀メダリスト。

## 経歴
4歳の時にソフトボールを始めた。カリフォルニア大学ロサンゼルス校（UCLAブルーインズ）時代は、2019年にWCWS優勝を経験しており、Pac-12カンファレンスのセカンドチームとファーストチームに2度選出されている。
2021年にアスリーツ・アンリミテッドでプロデビューを果たした。2024年のアスリーツ・アンリミテッドAUXで優勝した。
2022年から2シーズン、JDリーグのトヨタレッドテリアーズでもプレーし、主に4番打者として起用された。2022年は打率.390の成績を残し、SGホールディングスギャラクシースターズのステーシー・ポーター（.451）に次ぐ西地区2位であった。2023年も打率.325（西地区8位）の成績を残し、チームの日本一に貢献した。2年連続でベストナイン（外野手）を受賞した。
アメリカ代表としては、2015年・2017年の世界ジュニア選手権（ともに優勝）、2021年の東京オリンピック（準優勝）、2022年のワールドゲームズ（優勝）などに出場している。

## 人物・エピソード
父親のラッキーナンバーが「4」、母親のラッキーナンバーが「8」であることから、背番号は常に「48」を選択している。
子供の頃から陸上競技選手のロロ・ジョーンズに憧れており、目標とするアスリートにも挙げている。
チャモロ族をルーツに持っている。

## 詳細情報

### JDリーグ個人表彰
- 2022年 - [西]ベストナイン（外野手）
- 2023年 - [西]ベストナイン（外野手）

### 背番号
- 48（2022 - 2023）